# Planeta enano

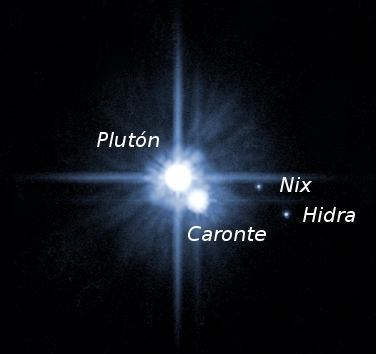
Plutón, Caronte, Nix e Hidra.

La locución planeta enano fue creada por la Unión Astronómica Internacional (UAI) para definir toda una nueva clase de cuerpos celestes que no pueden categorizarse como planetas o cuerpo menor del sistema solar. Fue introducido en la resolución de la UAI del 24 de agosto de 2006 para los cuerpos del sistema solar. Según la UAI, un planeta enano es aquel cuerpo celeste que: 
- Está en órbita alrededor de una estrella similar al Sol.
- Tiene suficiente masa para que su propia gravedad haya superado la fuerza de un cuerpo rígido, de manera que adquiera un equilibrio hidrostático (forma casi esférica) aunque, por ejemplo, Haumea, no tiene una forma esférica, sino más bien «chata».
- No es un satélite de un planeta ni de otro cuerpo no estelar.
- No ha limpiado la vecindad de su órbita, es decir, la comparte con otros objetos.

La definición de la UAI afirma que los objetos que respecto al Sol estén más allá de la órbita de Neptuno reciben el nombre de objetos transneptunianos. Si un objeto celeste cumple con la definición de planeta enano y pertenece también al grupo de los transneptunianos, se denominará entonces plutoide.[cita requerida]
Las consecuencias más inmediatas de esta nueva definición fueron la pérdida de Plutón del estatus de planeta y su clasificación como planeta enano, y el aumento de categoría de Ceres, antes considerado un asteroide, y de Eris, conocido como Xena de manera informal o 2003 UB313, su denominación provisional.[cita requerida]

## Lista de planetas enanos y sus características
La UAI identificó inicialmente tres cuerpos celestes que recibieron inmediatamente la clasificación de «planetas enanos»: Ceres (descubierto en 1801), Plutón (descubierto en 1930) y Eris (descubierto en 2005). En julio y septiembre de 2008 la lista se amplió con dos nuevos integrantes: Makemake y Haumea, respectivamente. En 2023 Quaoar fue incluido en esta clase en una relación anual del IAU.   La lista actual es la siguiente:
| Nombre                                  | Ceres                      | Plutón                            | Eris                           | Makemake           | Haumea             |
| --------------------------------------- | -------------------------- | --------------------------------- | ------------------------------ | ------------------ | ------------------ |
| Imagen                                  |                            |                                   |                                |                    |                    |
| Número del Centro de Planetas Menores   | 1                          | 134 340                           | 136 199                        | 136 472            | 136 108            |
| Región del sistema solar                | Cinturón de asteroides     | Cinturón de Kuiper                | Disco disperso                 | Cinturón de Kuiper | Cinturón de Kuiper |
| Diámetro (en km)                        | 946                        | 2377                              | 2326                           | 1430               | 1632               |
| Masa (en kg) comparado con la Tierra    | 9.5 × 1020 0.00016         | ~1.305 × 1022 0.0022              | ~1.66 × 1022                   | ~4 × 1021          | (4.2 ± 0.1) × 1021 |
| Radio ecuatorial medio* en km           | 0.0738 471                 | 0.180 1148.07                     | 0.19 ~ 1.200                   | 750 ± 200          |                    |
| Volumen*                                | 0.00042                    | 0.005                             | 0.007                          |                    |                    |
| Densidad (en kg/m³)                     | 2.08                       | 2.0                               |                                |                    |                    |
| Gravedad en el ecuador(en m/s²)         | 0.27                       | 0.60                              |                                |                    |                    |
| Velocidad de escape (en km/s)           | 0.51                       | 1.2                               |                                |                    |                    |
| Período de rotación (en días siderales) | 0.3781                     | −6.38718 (retrógrado)             |                                |                    |                    |
| Radio orbital* (ua) media media en km   | 2.5-2.9 2.7660 413 715 000 | 29.66-49.30 39.4817 5 906 376 200 | 37.77-97.56 67.6681 10 210 000 | 38.51-53.07        |                    |
| Período orbital* (en años siderales)    | 4.599                      | 248.09                            | 557                            | 309.88             | 285                |
| Velocidad media de órbita (en km/s)     | 17.882                     | 4.749                             | 3.436                          | 4.419              |                    |
| Excentricidad de la órbita              | 0.080                      | 0.24880766                        | 0.44177                        | 0.159              | 0.1887             |
| Inclinación de la órbita                | 10.59°                     | 17.14°                            | 44.19°                         | 28.96º             | 28.19°             |
| Inclinación del ecuador desde la órbita | 4°                         | 119.61°                           |                                |                    |                    |
| Temperatura superficial media (en K)    | 167                        | 40                                | 30                             | 30-35              |                    |
| Número de satélites naturales           | 0                          | 5                                 | 1                              | 1                  | 2                  |

### Posibles planetas enanos
| Nombre            | Categoría                | Diámetro              | Masa              | Radio orbital medio |
| ----------------- | ------------------------ | --------------------- | ----------------- | ------------------- |
| Sedna             | Objeto de disco disperso | 1180‑1800 km          | 1.7-6.1 × 1021 kg | 509 UA              |
| Orcus             | Plutino                  | 840‑1880 km           | 6.2‑7.0 × 1020 kg | 39.2 UA             |
| Quaoar            | Cubewano                 | 989‑1346? km          | 1.0‑2.6 × 1021 kg | 43.5 UA             |
| 2002 TC302        | Objeto de disco disperso | 584.1 +105.6 −88.0 km | desconocida       | 55.4 UA             |
| Varuna            | Cubewano                 | ~936 km               | ~5.9 × 1020 kg    | 42.9 UA             |
| 2002 UX25         | Cubewano                 | ~910 km               | ~7.9 × 1020 kg    | 42.9 UA             |
| 2002 TX300        | Cubewano                 | < 900 km              | desconocida       | 43.1 UA             |
| (19308) 1996 TO66 | Cubewano                 | desconocido           | desconocida       | 43.2 UA             |
| Aya               | Cubewano                 | 700 ± 50 km           | desconocida       | 47.0 UA             |
| Ixión             | Plutino                  | < 822 km              | desconocida       | 39.6 UA             |
| Gonggong          | Objeto de disco disperso | ~1200 km              | desconocida       | 67.3 UA             |

Todavía no está claro en qué casos han de aplicarse términos como asteroide u objeto del cinturón de Kuiper respecto a determinados cuerpos celestes en sus respectivas regiones, o si se aplican solo a cuerpos pequeños del sistema solar, porque existen asteroides fuera del cinturón de asteroides, que no están exclusivamente definidos por región orbital, y puede ser que dicha clasificación deje de ser aplicada a los planetas enanos. Además, la definición de asteroide previamente implica un cuerpo menor. Pero todavía puede darse el caso de que Ceres siga siendo considerado un asteroide, y objetos plutónicos considerados objetos del cinturón de Kuiper. En ese caso, ambas categorías deberán ser subdivididas en enanos y cuerpos menores, y el problema sería oficialmente clarificado.
El estatus de Caronte, actualmente visto como satélite de Plutón, se torna incierto. Esto es porque no hay una definición clara de qué constituye un sistema de satélites y qué un sistema binario, porque Caronte es mucho más grande que otros satélites comparados con sus respectivas «parejas», y porque Plutón y Caronte orbitan alrededor de un punto en el espacio situado entre ambos sin que ese punto se encuentre dentro de Plutón, con lo que el sistema podría ser designado en el futuro como sistema binario o sistema de planetas dobles, convirtiendo también a Caronte en un planeta enano. Además, en torno a este sistema doble orbitan sus otros cuatro satélites conocidos.
El asteroide más grande, Vesta, también aparece al menos como semiesférico, pues tiene una notoria cara plana, mientras que Palas e Higia son más irregulares también, si regula su forma Juno, pero al menos parcialmente redondeados por la gravedad. Potencialmente, los tres o cuatro pueden seguir los criterios de la UAI. Como Ceres, estos cuerpos del sistema solar fueron considerados como planetas desde sus descubrimientos hasta el final de la década de 1850.

## Tamaño y masa de planetas enanos

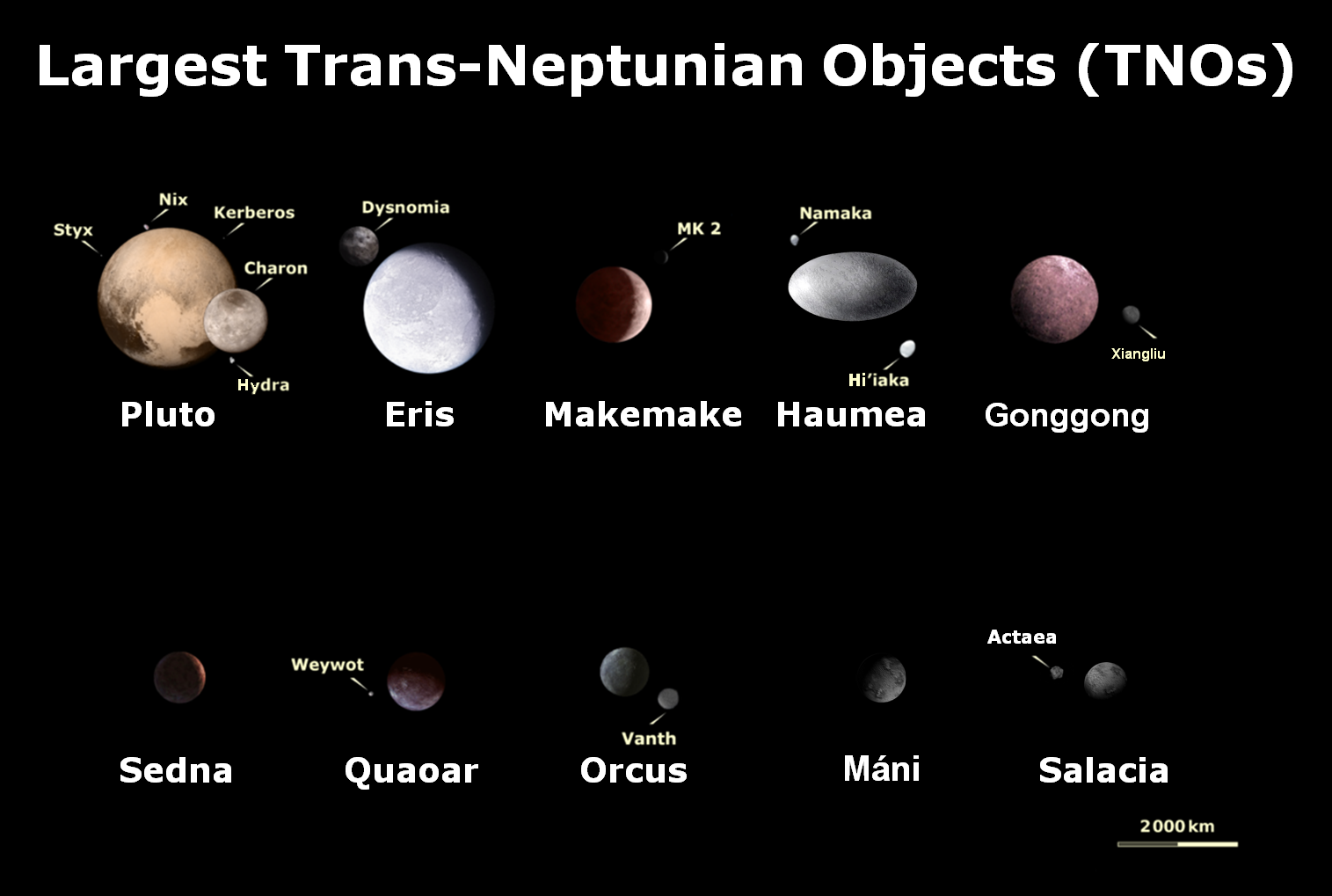
Comparativa de tamaños. Esta imagen no está actualizada, pues se sabe que el diámetro de Plutón es mayor al que dice la misma.

Los límites máximos y mínimos del tamaño y de la masa de los planetas enanos no están especificados en la resolución 5A de la UAI. No hay estrictamente límite máximo, y un objeto  de mayor diámetro o de más masa que Mercurio que se considere tenga «claramente vecinos alrededor de su órbita» puede ser clasificado como planeta enano.
El límite mínimo está determinado por el concepto del equilibrio hidrostático de la forma, pero el tamaño o la masa a la que un objeto adquiere su masa no está definido, y observaciones empíricas sugieren que puede variar de acuerdo a la composición e historia del objeto. El borrador original de la resolución 5 de la UAI definía la forma en equilibrio hidrostático como la aplicación «a objetos con masa sobre de 5 x 1020 kg y diámetro mayor de 800 km», pero esto no fue conservado en la resolución 5A final que fue aprobada. De esta manera, la UAI evita poner límites arbitrarios sin fundamento, y decide basarse en pruebas observacionales.

## Dominio orbital
Los astrónomos Alan Stern, Harold F. Levison, Steven Soter y otros han discutido sobre la distinción entre los planetas enanos y los planetas clásicos basada en que estos últimos hayan «limpiado la vecindad de su órbita»; es decir, hayan eliminado otros cuerpos más pequeños de su entorno mediante colisiones, capturas o interferencias en su órbita. Este concepto se combina con el de dominancia de la órbita, medido mediante el discriminante planetario (µ) como la razón entre la masa de un planeta y la suma de las masas de todos sus objetos próximos. Los planetas enanos son demasiado pequeños, en lo que a masa se refiere, para alterar significativamente su alrededor como lo hace un planeta.
Hay muchas otras teorías que intentan diferenciar entre planetas (clásicos) y planetas enanos, pero la definición actual de planeta usa este concepto. 
Stern introduce un parámetro, Λ, que expresa la probabilidad de que un encuentro dé como resultado la desviación de la órbita. El valor de este parámetro es, según Stern, proporcional al cuadrado de la masa e inversamente proporcional al período. Según los autores, este valor puede ser usado para estimar la capacidad de un cuerpo celeste de limpiar su órbita de otros cuerpos menores. Stern y Levison encontraron un vacío de cinco órdenes de magnitud en Λ entre los planetas rocosos más pequeños, los asteroides y los objetos del cinturón de Kuiper más grandes:
| Discriminantes planetarios | Discriminantes planetarios | Discriminantes planetarios | Discriminantes planetarios |
| Cuerpo                     | Masa/MT                    | Λ/ΛT                       | µ*                         |
| -------------------------- | -------------------------- | -------------------------- | -------------------------- |
| Mercurio                   | 0.055                      | 0.0126                     | 9.14 × 104                 |
| Venus                      | 0.815                      | 1.08                       | 1.35 × 106                 |
| Tierra                     | 1.00                       | 1.00                       | 1.7 × 106                  |
| Marte                      | 0.107                      | 0.0061                     | 1.8 × 105                  |
| Júpiter                    | 317.7                      | 8510                       | 6.25 × 105                 |
| Saturno                    | 95.2                       | 308                        | 1.9 × 105                  |
| Urano                      | 14.5                       | 2.51                       | 2.9 × 104                  |
| Neptuno                    | 17.1                       | 1.79                       | 2.4 × 104                  |
| Ceres                      | 0.00015                    | 8.7 × 10−9                 | 0.33                       |
| Plutón                     | 0.0022                     | 1.95 × 10−8                | 0.077                      |
| Eris                       | 0.005                      | 3.5 × 10−8                 | 0.10                       |
| Makemake                   | 0.000 67                   | 1.45 × 10−9                | 0.02                       |
| Haumea                     | 0.000 67                   | 1.72 × 10−9                | 0.02                       |

*µ = M/m, donde M es la masa del cuerpo y m es la suma de las masas de todos los cuerpos más pequeños con que comparte su zona orbital.

## Tipos

Ilustración de la medida estimada de los mayores objetos transneptunianos, entre ellos Plutón y Eris. Algunos otros objetos podrían ser considerados planetas enanos.

La resolución 6A de la UAI reconoce que Plutón es «el prototipo de una nueva categoría de objetos transneptunianos». El nombre y la naturaleza de esta categoría no se especifican, pero, en el debate previo a la resolución, los miembros de esta categoría eran designados como «plutones» u «objetos plutonianos»; aunque estas dos denominaciones no fueron aceptadas; siendo la primera desaprobada y abandonada en la resolución final (6B), y la segunda, no obteniendo la mayoría para ser aprobada. Por ello, de momento esta categoría no tiene nombre.
Esta categoría de objetos similares a Plutón solamente se aplica a planetas enanos que, además, sean objetos transneptunianos y sus períodos, inclinaciones y excentricidad sean similares a los de Plutón. Los objetos de esta categoría fueron definidos como planetas cuyo período de órbita fuera mayor de 200 años y mucho más inclinada y elíptica, que la de los planetas clásicos.
Los objetos que pertenecen a esta clase, aparte de Plutón, son desconocidos. El mayor satélite de Plutón, Caronte, también pertenecería a esta categoría si fuera considerado como planeta enano; y Eris y otros objetos mencionados en la tabla superior «Posibles planetas enanos» también cumplirían con las características necesarias para serlo, aunque no siempre en grado igual o superior a Plutón: Quaoar, por ejemplo, tiene una excentricidad e inclinación mucho menores, por lo que probablemente no sería incluido en esta categoría.

## Relación entre planetas enanos y otras categorías del sistema solar
La clasificación de los objetos del sistema solar en tres categorías (planetas clásicos, planetas enanos y cuerpos menores del sistema solar) establecida por la resolución 5A de la UAI no reemplaza a las clasificaciones previas basadas en otros criterios, como la localización del cuerpo en el sistema solar, su composición o su historia. De hecho, la misma resolución habla de asteroides, objetos transneptunianos y cometas.

## Exploración espacial de planetas enanos
La misión New Horizons de la NASA, lanzada desde Cabo Cañaveral el 19 de enero de 2006 exploró Plutón cuando llegó allí el 14 de julio de 2015 y el cinturón de Kuiper posteriormente.
Por su parte, la misión Dawn, lanzada en septiembre de 2007, estudia Ceres y el cinturón de asteroides.